# Ијан Кертис
Ијан Кевин Кертис (енгл. Ian Kevin Curtis; Манчестер, 15. јул 1956 — Маклсфилд, 18. мај 1980) је био певач и текстописац британског дарк/рок састава Joy Division који се сматра пиониром њу вејва, дарквејва и готика.

## Биографија
Већи део живота је провео у Хардсфилду и Маклсфилду, да би 1977. године учествовао стварању бенда Joy Division из састава Warsaw (срп. Варшава). Карактерише га изузетно дубок глас, док је његов сценски наступ је подсећао на епи напад, тако да посетиоци концерата често нису могли да утврде да ли он само плеше по бини или је заиста добио напад, пошто је и сам патио од епилепсије (чему је посвећена песма She`s lost Control (Again). 
Сматра се да је већина његових песама инспирисана управо његовим животом и проблемима који су га окруживали. На његово стваралаштво су утицали песници Вилијам Бароуз (од кога је преузео наслов песме „Interzone“) и Џ. Г. Балард (од кога је преузео наслов песме Atrocity exibition), као и музичари Џим Морисон, Иги Поп и Дејвид Боуви. 
Кертис је окончао свој живот 18. маја 1980. године тако што се обесио у сопственој кухињи, након што је одгледао један од својих омиљених филмова Строшек Вернера Херцога и више пута преслушао албум Idiot Игија Попа. Његово самоубиство се одиграло свега неколико дана пред почетак прве америчке турнеје Joy Division-а, а као један од главних узрока се помиње и његов развод од супруге Деборе услед кризе њиховог брака коју је опевао у својој, засигурно најпознатијој, песми Love Will Tear Us Apart (Again). Након његове смрти, постхумно је објављена песма Atmosphere, која је пропраћена црно-белим спотом у Кертисову част, док су остали чланови Joy Division-а практично престали са радом и започели потпуни нови састав New Order који није изводио нумере Joy Division-а и припада другим музичким водама, пошто се они сматрају једним од пионира електронске музике. Сматра се да је њихова најпознатија песма Blue Monday посвећена Кертису и да се бави чињеницом да је он од њих тајио своје стање нервног растројства, иако су били најбољи пријатељи.
Последњи Кертисов наступ био је истог месеца и на њему је први и последњи пут изведена песма Ceremony, коју је касније изводио Њу ордер, док је последња нумера коју је јавно отпевао била песма Digital. Ијан Кертис је кремиран и сахрањен на локалном гробљу у Маклсфилду, а на његовом гробу је као епитаф по жељи његове супруге Деборе уклесан наслов његове песме Love Will Tear Us Apart.